# Fróði Benjaminsen
Fróði Benjaminsen, né le 14 décembre 1977 à Toftir aux îles Féroé, est un footballeur international féroïen, qui joue au poste de milieu défensif.
Il est le joueur féroïen le plus sélectionné en équipe nationale avec 95 sélections.

## Biographie

### Carrière en club
Fróði Benjaminsen commence sa carrière de joueur dans le club de sa ville natale le B68 Toftir et a été intégré dans l'équipe A en 1994. Après neuf saisons au B68, il a disputé 201 matchs, pour 53 buts inscrits. 
En 2004, il quitte alors son pays natal pour l'Islande et le Fram Reykjavik. Il ne reste seulement une seule saison en Islande, et disputé 16 matchs, pour 3 buts inscrits. 
Il retourne aux îles Féroé au B36 Tórshavn, où il reste trois saisons. Avec le B36, il remporte une fois le championnat et une fois la coupe.
En 2008, il est transféré au club rival du HB Tórshavn. En octobre 2015, il prend sa retraite, mais le 10 mars 2016, il revient sur sa décision, et signe un contrat d'un an avec le HB. Avec le HB, il remporte trois fois le championnat.
Avec les clubs du B68 Toftir, du B36 Tórshavn et HB Tórshavn, Fróði Benjaminsen dispute 12 matchs en Ligue des champions, pour deux buts inscrits, 12 matchs en Ligue Europa, pour un but inscrit, et 10 matchs en Coupe Intertoto,.

### Carrière internationale
Fróði Benjaminsen compte 95 sélections et 6 buts avec l'équipe des îles Féroé entre 1999, c'est le joueur le plus capé de la sélection. Il porte 30 fois le brassard de capitaine, entre 2009 et 2015.
Il est convoqué pour la première fois en équipe des îles Féroé par le sélectionneur national Allan Simonsen, pour un match amical contre l'Islande le 18 août 1999. Il entre à la 81e minute de la rencontre, à la place de Sámal Joensen. Le match se solde par une défaite 1-0 des Féroïens. 
Le 21 août 2002, il inscrit son premier but en sélection contre le Liechtenstein, lors d'un match amical. Le match se solde par une victoire 3-1 des Féroïens.
Le 14 octobre 2014, à l'occasion d'un match des éliminatoires de l'Euro 2016 contre la Hongrie, il célèbre sa 83e sélection et égale ainsi le total d'Óli Johannesen, qui était jusqu'alors le premier joueur le plus capé de l'histoire du football féroïen.
Le 14 novembre 2014, à l'occasion du match contre la Grèce, comptant pour les éliminatoires de l'Euro 2016, il célèbre sa 84e sélection en équipe nationale et dépasse surtout par la même occasion le record d'Óli Johannesen, qui était le premier joueur le plus capé de l'histoire de la sélection féroïenne.
En octobre 2015, il prend sa retraite internationale, où il est recordman des sélections avec 87 sélections. Mais le 16 août 2016, il revient sur sa décision, et fait partie du groupe pour le match des éliminatoires de la Coupe du monde 2018 contre la Hongrie.

## Palmarès
- Avec le B36 Tórshavn
  - Champion des îles Féroé en 2005
  - Vainqueur de la Coupe des îles Féroé en 2006
  - Vainqueur de la Supercoupe des îles Féroé en 2007

- Avec le HB Tórshavn
  - Champion des îles Féroé en 2009, 2010 et 2013
  - Vainqueur de la Supercoupe des îles Féroé en 2009 et 2010

## Statistiques

### Statistiques en club
| Saison                | Club                  | Championnat           | Championnat | Championnat | Coupe(s) nationale(s) | Coupe(s) nationale(s) | Compétition(s) continentale(s) | Compétition(s) continentale(s) | Compétition(s) continentale(s) | Îles Féroé | Îles Féroé | Total | Total |
| Saison                | Club                  | Division              | M.          | B.          | M.                    | B.                    | Comp.                          | M.                             | B.                             | M.         | B.         | M.    | B.    |
| 1994                  | B68 Toftir            | 1. Deild              | 4           | 0           | -                     | -                     | -                              | -                              | -                              | -          | -          | 4     | 0     |
| 1995                  | B68 Toftir            | 1. Deild              | 7           | 0           | 3                     | 0                     | -                              | -                              | -                              | -          | -          | 10    | 0     |
| 1996                  | B68 Toftir            | 1. Deild              | 15          | 2           | 7                     | 1                     | CI                             | 4                              | 0                              | -          | -          | 26    | 3     |
| 1997                  | B68 Toftir            | 1. Deild              | 18          | 3           | 6                     | 0                     | -                              | -                              | -                              | -          | -          | 24    | 3     |
| 1998                  | B68 Toftir            | 1. Deild              | 17          | 9           | 5                     | 0                     | -                              | -                              | -                              | -          | -          | 22    | 9     |
| 1999                  | B68 Toftir            | 1. Deild              | 17          | 1           | 6                     | 3                     | -                              | -                              | -                              | 2          | 0          | 25    | 4     |
| 2000                  | B68 Toftir            | 1. Deild              | 12          | 4           | 6                     | 4                     | -                              | -                              | -                              | 4          | 0          | 22    | 8     |
| 2001                  | B68 Toftir            | 1. Deild              | 17          | 13          | 6                     | 2                     | CI                             | 2                              | 0                              | 8          | 0          | 33    | 15    |
| 2002                  | B68 Toftir            | 1. Deild              | 16          | 2           | 8                     | 3                     | CI                             | 2                              | 0                              | 4          | 1          | 30    | 6     |
| 2003                  | B68 Toftir            | 1. Deild              | 16          | 3           | 7                     | 3                     | -                              | -                              | -                              | 6          | 0          | 29    | 6     |
| 2004                  | Fram Reykjavik        | Úrvalsdeild           | 16          | 3           | -                     | -                     | -                              | -                              | -                              | 6          | 1          | 22    | 4     |
| 2005                  | B36 Tórshavn          | Formuladeildin        | 26          | 7           | 1                     | 0                     | C3                             | 3                              | 0                              | 5          | 0          | 35    | 7     |
| 2006                  | B36 Tórshavn          | Formuladeildin        | 19          | 7           | 4                     | 4                     | C1                             | 4                              | 0                              | 5          | 0          | 32    | 11    |
| 2007                  | B36 Tórshavn          | Formuladeildin        | 27          | 8           | 2                     | 1                     | C3                             | 2                              | 1                              | 6          | 0          | 37    | 10    |
| 2008                  | HB Tórshavn           | Formuladeildin        | 19          | 6           | 4                     | 0                     | CI                             | 2                              | 0                              | 4          | 0          | 29    | 6     |
| 2009                  | HB Tórshavn           | Vodafonedeildin       | 27          | 10          | 2                     | 1                     | C3                             | 1                              | 0                              | 6          | 1          | 36    | 12    |
| 2010                  | HB Tórshavn           | Vodafonedeildin       | 27          | 13          | 2                     | 1                     | C1                             | 2                              | 0                              | 7          | 0          | 38    | 14    |
| 2011                  | HB Tórshavn           | Vodafonedeildin       | 25          | 9           | 2                     | 0                     | C1                             | 2                              | 1                              | 5          | 2          | 34    | 12    |
| 2012                  | HB Tórshavn           | Effodeildin           | 24          | 8           | 4                     | 3                     | -                              | -                              | -                              | 4          | 0          | 32    | 11    |
| 2013                  | HB Tórshavn           | Effodeildin           | 27          | 11          | 2                     | 0                     | C3                             | 2                              | 0                              | 7          | 1          | 38    | 12    |
| 2014                  | HB Tórshavn           | Effodeildin           | 26          | 12          | 6                     | 2                     | C1                             | 4                              | 1                              | 5          | 0          | 41    | 15    |
| 2015                  | HB Tórshavn           | Effodeildin           | 24          | 6           | 3                     | 1                     | C3                             | 2                              | 0                              | 3          | 0          | 32    | 7     |
| 2016                  | HB Tórshavn           | Effodeildin           | 18          | 0           | 1                     | 1                     | C3                             | 2                              | 0                              | 2          | 0          | 23    | 1     |
| Total sur la carrière | Total sur la carrière | Total sur la carrière | 444         | 137         | 87                    | 30                    | -                              | 34                             | 3                              | 89         | 6          | 654   | 176   |

### Buts en sélection
Le tableau suivant liste tous les buts inscrits par Fróði Benjaminsen avec l'équipe des îles Féroé.